# Calle Ljungbeck
Carl "Calle" Axel Sixten Ljungbeck, född 27 maj 1911 i Malmö, död där 20 december 1979, var en svensk socialdemokratisk kommunalpolitiker.
Ljungbeck var metallarbetare vid AB Bryggerimaskiner i Malmö 1933–1951, ombudsman vid Malmö fackliga centralorganisation 1951–1958 och överförmyndare i Malmö 1959–1960. Han var ledamot av stads-/kommunfullmäktige 1947–1976 och ordförande i drätselkammarens andra avdelning/gatunämnden 1951–1976. Han var kommunalråd för byggnadsroteln och chef för Malmö stads byggnadsavdelning 1961–1970 samt kommunalråd för gaturoteln 1971–1976.  
Ljungbeck var ordförande i Malmö Korporationsidrottsförbund sedan 1950 och vice ordförande i Svenska Korporationsidrottsförbundet sedan 1964. År 1989 uppkallades Calle Ljungbecks gata i Malmö efter honom.